# 祝教
祝教（1528年—？），字子敷，號樂泉，浙江紹興府山陰縣人，民籍，明朝政治人物。

## 生平
嘉靖三十七年（1558年）戊午科浙江鄉試第八名舉人。嘉靖四十四年（1565年）中式乙丑科會試第三百七名，三甲第四十八名進士。都察院观政，本年六月授泰和知县，隆慶二年（1568年）六月升工部主事，六年二月復除礼部，万历三年（1575年）七月復除本部，六年四月升员外，七年十月升郎中，九年二月降无为州同知，十年八月升东昌府通判，十一年十二月升卫辉府同知，卒。

## 家族
曾祖祝㻞；祖父祝翰；父祝銀，典膳。母朱氏，累封太安人。兄祝湍、祝致（廪膳儒官）、祝效（庠生）、祝延年（训导）。